# Джон Венн
Джон Венн (англ. John Venn; 4 серпня 1834, Кінгстон-апон-Халл (Йоркшир) — 4 квітня 1923, Кембридж) — англійський логік і філософ. Він відомий тим, що запровадив діаграми Венна, які використовуються в багатьох областях, таких як теорія множин, теорія ймовірностей, логіка, статистика й інформатика.

## Біографія

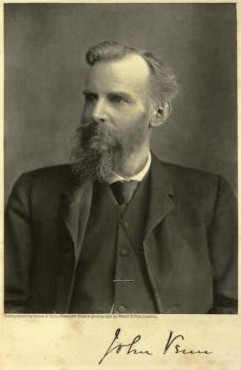
Джон Венн та його підпис

Джон Венн народився в 1834 в місті Кінгстон-апон-Халл. Його мати, Марта Сайкс, приїхала із Суонленда, недалеко від Халла, та померла, коли Джону було всього три роки. Його батько, Генрі Венн, на момент народження Джона був власником парафії Драйпул поблизу Халла. Він відіграв важливу роль у євангельському християнському русі. «Товариство місій в Африці та на Сході» було засновано євангельським духовенством Англійської церкви в 1799 році, а в 1812 воно було перейменовано в «Церква місіонерського товариства для Африки і Сходу». Генрі Венн був секретарем цього товариства з 1841 року. Він переїхав до Хайгейт неподалік від Лондона, для того, щоб виконувати свої обов'язки, і займав цю посаду аж до своєї смерті в 1873 році.
Джон Венн почав здобувати освіту в Лондоні, а саме в школі сера Роджера Чолмелі (Sir Roger Cholmeley), яка зараз відома як школа Хайгейт, а потім навчався у приватній підготовчій школі Айлінгтона. Як і слід було очікувати, Джон був суворо вихований, і не було сумнівів, що він піде сімейною традицією в християнському служінні.
Після школи Хайгейт] в 1853 Джон вступив в коледж «Гонвілл і Кай» в Кембріджі. Він був удостоєний стипендії з математики на другому році навчання і випустився в 1857 році, зайнявши шосте місце з числа студентів, які отримали перший ступінь з математики. Венн закінчив коледж із ступенем бакалавра мистецтв і незабаром був обраний членом коледжу, яким залишався все життя.
Через рік після його закінчення, в 1858 році він був посвячений у сан диякона в соборі Ілі, а ще через рік — у сан священика. У 1862 році він повернувся в Кембріджський університет як лектор з моральних наук, вивчаючи та викладаючи логіку і теорію ймовірностей. Більш детально він цікавився логікою, філософією і метафізикою, читав трактати де Моргана, Джорджа Буля, Джона Остіна, і Джона Стюарта Мілля. У Кембриджі він знайшов спільні інтереси з багатьма вченими, такими як, наприклад, Тодантер (Isaac Todhunter).
У 1867 він одружився з Сюзанною Карнегі Едмонстон, дочкою преподобного Чарльза Едмонстона. У них була одна дитина, син Джон Арчібальд Венн, який в 1932 році став президентом королівського коледжу в Кембриджі і працював з батьком над спільними дослідницькими проектами.
У 1883 у Венн був обраний членом Королівського товариства, а також був удостоєний ступеня доктора наук Кембриджа. Джон Венн помер в 1923 році в Кембриджі і був похований неподалік, на цвинтарі Trumpington.

## Праці та роботи
Основною областю зацікавленості Джона Венна була логіка і він опублікував три роботи по цій темі. Це були «Логіка випадку» (англ. The Logic of Chance), в якій вводиться інтерпретація частоти або частотна теорія ймовірностей в 1866; «Символьна логіка» (англ. Symbolic Logic), в якій були введені діаграми Венна в 1881; «Принципи емпіричної логіки» (англ. The Principles of Empirical Logic) в 1889, в якій наводяться обґрунтування зворотних операцій в булевій логіці.
Венн розширив математичну логіку Буля, але найбільше відомий серед математиків і логіків за свій схематичний спосіб представлення множин та їх об'єднань і перетинань. Він розглянув три диски R, S, T як типові підмножини множини U. Перетин цих дисків та їх доповнень розділили U на вісім областей, які не перекриваються, об'єднання, яких дають 256 різних булевих комбінації вихідних множин R, S, T. Використання геометричних уявлень для ілюстрації логіки силогізмів пішли не від Венна, ними часто користувався Готфрід Лейбніц. Венн прийшов до критичного рубежу методів, що використовують в XIX столітті діаграми Джорджа Буля і Ауґустуса де Моргана, і написав працю «Символьна логіка» (англ. Symbolic Logic) для того, щоб представити свої власні інтерпретації і коректування робіт Буля. До публікації цієї книги Венн прославився статтею «On the Diagrammatic and Mechanical Representation of Prepositions and Reasonings», опублікованою в журналах «Філософський журнал» (англ. Philosophical Magazine) і «Журнал науки» (англ. Journal of Science) в липні 1880 року.
У 1888 Венна зацікавила історія і він вирішив зробити свій внесок, а саме пожертвував свою велику колекцію книг по логіці бібліотеці Кембриджського університету. У 1897 опублікував Історію Біографії коледжу Гонвілл і Кай 1349–1897 (англ. The Biographical History of Gonville and Caius College 1349–1897). У 1910 він випустив трактат про Джона Кая, одного із засновників свого коледжу. Три роки по тому видав книгу під назвою «Раннє університетське життя» (англ. Early Collegiate Life), — це колекція його робіт, що описують студентське життя в ранні роки Кембриджського університету. Разом зі своїм сином він взяв на себе завдання складання історії випускників Кембриджського університету (Alumni Cantabrigienses); перше видання вийшло в 1922 році, а останнє в 1953.
Крім цього Венн мав рідкісний талант в будівництві машин. Він використовував його при створенні машини для метання куль для крикету, яка була настільки доброю, що коли австралійська команда з крикету відвідала Кембридж в 1909, машина Венна вибила одну з головних зірок чотири рази.
З ім'ям Венна пов'язана логічна задача Венна, наведена ним в «символьній логіці».

## Вибрані твори
- Венн, Джон. Послідовність і реальне виведення. Архів оригіналу за 14 грудня 2009. Процитовано 10 грудня 2012.
- Венн, Джон (1881). Символічна логіка. Лондон.
- Логіка випадку: Есе про основи і положення теорії ймовірностей
  - Перше видання (1866): Книга [Архівовано 17 травня 2020 у Wayback Machine.]
  - Друге видання (1876): Книга [Архівовано 4 липня 2014 у Wayback Machine.] чи Архів інтернету чи Університет Геттінген[недоступне посилання з липня 2019]
  - Третє видання (1888): Архів інтернету
- Венн, Джон (1901). Коледж Кая. Лондон. Архів оригіналу за 17 травня 2020. Процитовано 10 грудня 2012.
- Джон Кай,  Джон Венн (1904.). Літопис колежда Гонвілля та Кая. Архів оригіналу за 17 травня 2020. Процитовано 10 грудня 2012.

## Подальше читання
- Джон Венн (1880). «Про діаграмне і механічне подання тверждень та міркувань». Дублінський філософський журнал та журнал Наука 9 (59): 1-18.
- «Некролог (Джон Венн)». Праці Королівського суспільства в Лондоні 110: X–XI. 1926 року.

## Пам'ять
- У їдальні Кембриджа в його пам'ять встановлений вітраж із зображенням діаграми Венна.
- В університеті міста Халл в 1928 на його честь було споруджено будинок.
- В ході недавнього опитування BBC, Венн був визнаний третім найвеличнішим математиком сучасності після сера Ісаака Ньютона і Леонарда Ейлера, які зайняли перше і друге місце відповідно.

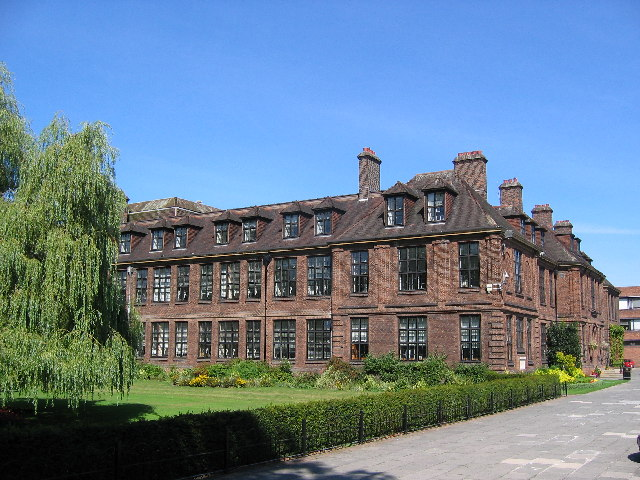
Будівля Університету Халла, побудоване на честь Джона Венна
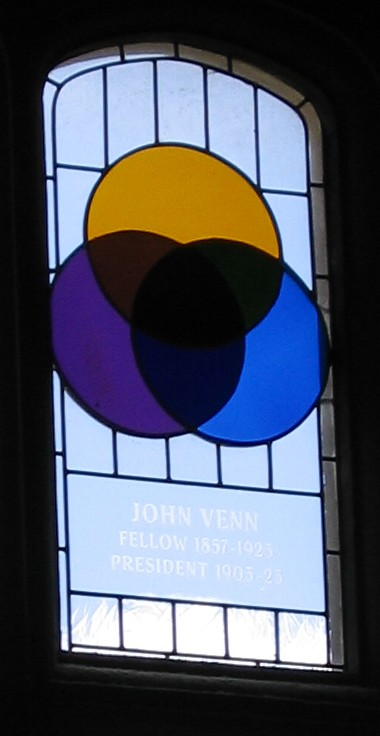
Меморіальний вітраж в Кембриджі (Cambridge Gonville and Caius College[en]), присвячений Венну